# François Pillement
François Pillement (Bitche, 7 mai 1775 - Munich, 10 mars 1836), général de l’armée bavaroise pendant les guerres napoléoniennes.

## Biographie
Fils d'un capitaine du Régiment de Bouillon et de Marie Anna Helffinger, François Pillement naît à Bitche, en Lorraine, le 7 mai 1775. Il s'engage le 28 août 1790 dans le Régiment Royal-Deux-Ponts. Promu sous-lieutenant le 15 septembre 1790, il se bat à Mannheim et passe lieutenant le 29 décembre 1793. En septembre 1799, il combat à la bataille de Zurich remporté par Masséna.
Comme capitaine, Pillement prend part à la Bataille de Moesskirch en mai 1800, puis aux combats de Biberach, Memmingen, Illertissen, Neuburg, Hohenlinden et enfin Salzbourg, en décembre de la même année. Lors de la campagne d'Allemagne et d'Autriche en 1805, Pillement commande une compagnie du 9e régiment d'infanterie royal bavarois (de). Lors de la Quatrième Coalition, il commande une compagnie du 14e régiment d’infanterie royal bavarois (de). Pillement est promu commandant dans ce régiment le 2 mai 1807.
Pillement participe à la campagne de Prusse et de Pologne. Lors de la Cinquième Coalition, en 1809, le commandant Pillement se distingue près de Nußdorf am Inn. Lors de la Campagne de Russie (1812), son régiment se bat au sein du Xe Corps d'Armée de Macdonald. Promu lieutenant-colonel le 15 septembre 1812, il est affecté au 1er régiment d’infanterie royal bavarois (de). Pillement est promu colonel au 11e régiment d'infanterie royal bavarois (de) lors de la Campagne de France. Il s'illustre de nouveau le 17 février 1814, près de Villeneuve-le-Comte. En mars 1814, il participe encore à la Bataille d'Arcis-sur-Aube.
Après l'abdication de Napoléon Ier, François Pillement est fait chevalier de l'Ordre militaire de Maximilien-Joseph de Bavière et reçoit la croix de l'Ordre de Sainte-Anne. Le 11 février 1824, François Pillement est promu Generalmajor, général de brigade, et prend le commandement de la 2e brigade d'infanterie royale bavaroise (de) de la 1re division de l'armée bavaroise. Le 20 novembre 1829, le général Pillement reçoit la croix de l'ordre de Louis Ier de Bavière.
Franz Pillement décéda à Munich le 10 mars 1836. Son fils Johann von Pillement suivit aussi une brillante carrière militaire, dans l'armée bavaroise.

## Sources
- Baptist Schrettinger: Der Königlich Bayerische Militär-Max-Joseph-Orden und seine Mitglieder, vol. 2, Oldenbourg, Münich, 1882 (p.630–633).